# Johann Baptist Cramer
Johann Baptist Cramer (Mannheim, 24 de febrero de 1771 - Londres, 16 de abril de 1858) fue un pianista y compositor alemán.

## Biografía
Fue un precoz y virtuoso instrumentista, que llegó a ser considerado el mejor pianista de su época. Debutó a los diez años y a los doce recibió lecciones de Muzio Clementi, el cual ejerció una influencia decisiva en su joven alumno.
En 1788 emprendió su primera gira de conciertos, ofreciendo actuaciones en las principales ciudades de Francia y Alemania. De esta época datan también sus primeras composiciones. Amigo de los principales músicos de su época - Beethoven y Haydn, en su juventud, y más tarde, Mendelssohn, Franz Liszt y Hector Berlioz-, interpretó con gran maestría la música de estos autores, contribuyendo además a su difusión.
En 1835 se retiró de los escenarios, pero su estilo interpretativo creó escuela entre los pianistas del siglo XIX. Y ya en el siglo XX, Busoni basó en su obra una parte de su Klavierübung. Su fama como compositor es menor que la de intérprete, pero dejó un abundante legado que incluye 124 sonatas y 84 estudios para piano. 10 fugas y fuguettas, etc